# Hákon Rafn Valdimarsson
Hákon Rafn Valdimarsson (Reikiavik, 13 de octubre de 2001) es un futbolista islandés que juega en la demarcación de portero para el Brentford F. C. de la Premier League.

## Selección nacional
Tras jugar en la selección de fútbol sub-18 de Islandia, en la sub-19 y en la sub-21, finalmente el 12 de enero de 2021 hizo su debut con la selección absoluta en un encuentro amistoso contra Uganda que finalizó con un resultado de empate a uno tras los goles de Jón Böðvarsson y Patrick Kaddu.

## Clubes
| Club                  | País       | Año       | Partidos | Goles |
| --------------------- | ---------- | --------- | -------- | ----- |
| Íþróttafélagið Grótta | Islandia   | 2017-2021 | 84       | 0     |
| IF Elfsborg           | Suecia     | 2021-2024 | 49       | 0     |
| Brentford F. C.       | Inglaterra | 2024-     | 5        | 0     |

## Palmarés

### Campeonatos nacionales
| Título         | Club                  | País     | Año  |
| -------------- | --------------------- | -------- | ---- |
| 1. deild karla | Íþróttafélagið Grótta | Islandia | 2019 |